# Сусіди на стрьомі
«Сусіди на стрьомі» (англ. The Watch, дос. «варта») — американська науково-фантастична кінокомедія 2012 року режисера Аківи Шейффера. В ролі сценаристів картини — Джаред Стерн, Сет Роґен і Еван Ґолдберґ. Продюсер фільму — Шон Леві. Головні ролі виконують Бен Стиллер, Вінс Вон, Джона Гілл і Річард Айоаді. За сюжетом, їхні герої формують групу сусідської варти задля спостереження за своїм районом. В процесі вони розкривають інопланетну змову, що загрожує всьому світу, і намагаються їй завадити.
Фільм вийшов на екрани 27 липня 2012 у США та 23 серпня 2012 в Україні. Він провалився в прокаті, зібравши трохи більше 68 млн дол. при бюджеті в 68 млн. Також стрічка отримала загалом негативні відгуки критиків, які, однак, похвалили акторську гру Гілла та Айоаді.

## Сюжет
Сюжет фільму розгортається навколо компанії сусідів, які організували дружину заради патрулювання околиць і підтримки порядку. Насправді їхні благі наміри були лише приводом хоча б іноді тікати від родини, щоб погуляти ввечері у суто чоловічій компанії. Однак безтурботне життя закінчується тоді, коли сусідський патруль випадково дізнається про змову з метою знищити світ.

## У ролях
| Актор          | Персонаж                                  | Роль |
| -------------- | ----------------------------------------- | --- |
| Бен Стіллер    | Еван Тротвіґ (англ. Evan Trautwig)        | роздратований, постійно себе контролює; засновник «Сусідської сторожі» (англ. Neighborhood Watch)                        |
| Розмарі Девітт | Еббі Тротвіґ (англ. Abby Trautwig)        | дружина Евана |
| Вінс Вон       | Боб Фіннерті (англ. Bob Finnerty)         | гучний, неотесаний, шалений мешканець передмістя, що використовує «Сторожу» для спостереження за своєю донькою-підлітком |
| Ерін Моріарті  | Челсі (англ. Chelsea)                     | донька Боба |
| Джона Гілл     | Франклін (англ. Franklin)                 | злий, постійно переживає через те, що його вигнали із поліцейської академії                                              |
| Річард Айоаде  | Джамаркус (англ. Jamarcus)                | недавно розлучився |
| Вілл Форте     | сержант Бресмен (англ. Sergeant Bressman) | |
| Даг Джонс      |                                           | лідер прибульців |